# The Weight
The Weight är en låt skriven av Robbie Robertson och lanserad av The Band 1968. Den släpptes som singel och togs med på The Bands debutalbum Music from Big Pink. Även om låten tillhör gruppens kändaste så var den endast en adekvat singelframgång när den släpptes, och coverversioner av Aretha Franklin och Diana Ross & the Supremes blev båda större framgångar i USA än The Bands originalversion. Den har även varit med i ett antal filmer, troligen mest känd från Easy Rider där den spelas medan karaktärerna färdas på sina motorcyklar. På det tillhörande soundtrack-albumet finns dock inte The Bands version med då skivbolaget Capitol inte tillät att ett annat bolag använde deras inspelning. Därför togs en likartad version av gruppen Smith med på skivan istället. The Band framförde låten på Woodstockfestivalen 1969. Den finns även med på livealbumen Rock of Ages, Before the Flood och The Last Waltz.
The Weight handlar om en person på resande fot som kommer till staden Nazareth i Pennsylvania och där stöter ihop med ett antal karaktärer.
Låten blev listad som #41 i magasinet Rolling Stones lista The 500 Greatest Songs of All Time. Den är även medtagen i Rock and Roll Hall of Fames lista "500 låtar som skapade rock'n'roll".

## Listplaceringar
- Billboard Hot 100, USA: #63[1]
- UK Singles Chart, Storbritannien: #21[2]